# Andreas Kipar
Andreas Kipar (Gelsenkirchen, 19 maggio 1960) è un architetto del paesaggio, architetto urbanista e docente tedesco.

## Biografia
Dopo un apprendistato da giardiniere, Kipar ha studiato architettura del paesaggio presso l'Università GHS Essen (oggi Universität Duisburg-Essen) dal 1980 al 1984 e architettura e urbanistica al Politecnico di Milano dal 1989 al 1994.
Nel 1990, a Milano, ha costituito insieme all'agronomo Giovanni Sala lo studio internazionale di architettura, progettazione e consulenza paesaggistica LAND (acronimo di “Landscape Architecture Nature Development”), che attualmente dirige. Dalla sede italiana e con filiali in Germania, Svizzera, Austria e Canada, LAND cura progetti in tutto il mondo.
Inoltre, Kipar è co-fondatore e presidente di Green City Italia, un'associazione non-profit per la valorizzazione del verde urbano.
Dal 1998 al 2009 Kipar ha insegnato Architettura del paesaggio all'Università degli Studi di Genova. Dal 2009 è docente di Public Space Design al Politecnico di Milano. Ha tenuto conferenze presso università e istituti superiori in Italia, Germania, Francia e Stati Uniti.
Kipar è attivo come consulente e membro di comitati scientifici dal 1985. Dal 2021 è membro del Consiglio Generale di Assorisorse, associazione di Confindustria per la promozione di risorse naturali ed energie sostenibili. Dal 2023 è membro del comitato scientifico per il progetto “Rigeneriamo il Territorio” di Edison SpA. A novembre 2023 è stato nominato membro della taskforce globale di esperti per l’iniziativa Nature Positive Cities del World Economic Forum.
Kipar è sposato con un'italiana (2 figli) e risiede a Milano.

## Premi e riconoscimenti (selezione)
- Premio internazionale ELCA, Edilizia e Verde della European Landscape Contractores Association 2002;
- Premio Economico Italo-Tedesco (premio speciale) 2018[9];
- MIPIM Award 2018[10];
- CSLA (Canadian Society of Landscape Architects) 2021 Awards of Excellence[11];
- European Garden Award 2023[12];
- Premio Halstenberg[13].

Inoltre, nel 2007, Kipar è stato insignito del Cavalierato dell’Ordine al Merito della Repubblica Federale di Germania.

## Progetti (selezione)
- Parco Nord, Milano 1985 - 2000
- Parco del Portello (ex Alfa Romeo), Milano 1997 - 2023
- Masterplan Raggi Verdi, Milano 2003 – in corso (per i 20 anni del progetto è stata realizzata una mostra presso la Wunderkammer di LANDsrl, in via Varese 12 a Milano)[14]
- Parco Krupp “Five Hills”, Essen 2006 - 2011
- Masterplan Porto Marghera Venezia 2014 - 2015
- Pianificazione del paesaggio, Expo Dubai 2020, Dubai 2015
- Risanamento del fondovalle di Airolo, Canton Ticino 2017
- MIND Milan Innovation District, Milano 2017 – in corso
- Esposizione internazionale di orticoltura 2019, Pechino 2018
- Corridor de Biodiversité de Saint-Laurent, Montreal 2018 – 2019
- Schwarz Campus Project, Bad Friedrichshall 2018 – in corso
- LOC Loreto Open Community, Milano 2021 – in corso
- Parco Unione Ex Falck Areas, Sesto San Giovanni 2021 – in corso
- Al-Urubah Park, Riad 2020
- Masterplan[15] Vercelli[16], 2021 – in corso

(Un elenco dettagliato è disponibile sulla homepage di LAND srl)

## Pubblicazioni principali
Andreas Kipar ha redatto numerosi testi per riviste, giornali e volumi europei, fra cui: 
- “L'Emscher-Park nel bacino della Ruhr. Un progetto di ristrutturazione ambientale per l'esposizione internazionale di costruzioni (IBA)”, Il Pomerio, Lodi 1993;
- “Il giardino paesaggistico tra Settecento e Ottocento in Italia e in Germania. Villa Vigoni e l’opera di Giuseppe Balzaretto”, con Pier Fausto Bagatti Valsecchi, Guerini e Associati, Milano 1996;
- “Architetture del Paesaggio – Idee e Concorsi – L'Architettura del Paesaggio attraverso un racconto di concorsi, idee e progetti”, Il Verde Editoriale, Milano 2003;
- “Das Himmelskreuz im Luthergarten Wittenberg”, con Thomas Schönauer, Engelage & Lieder, 2018, ISBN 978-3-00-060991-6;
- “Aufbruch in eine neue Zeit. Die produktiven Landschaften und ihre Rolle in der Spätmoderne”, in: Vigoni Papers no. 4/2022, a cura di C. Liermann Traniello, M. Scotto, F. Zilio, Villa Vigoni Editore, 2022[17].

Fra il 2022 e il 2024, Andreas Kipar ha pubblicato tre edizioni della rivista interna LAND Magazine, in collaborazione con Andrea Küpfer e Henning Klüver. Le riviste includono riflessioni di esperti del settore su natura, città e stili di vita sostenibili. Possono essere consultate sul sito di LANDsrl.
Su di lui è stato pubblicato, tra gli altri, il volume: Andreas Kipar. Una monografia (Alessandra Coppa e Giuseppe Marioni, Milano 2015).